# Al-Husayn II ibn Mahmud
Al-Husayn II ibn Mahmud (árabe أبو محمد حسين باشا باي), también conocido como Hassine I de Túnez (Beylicato de Túnez; 5 de marzo de 1784-La Goleta, Beylicato de Túnez; 20 de mayo de 1835) fue bey de Túnez de la dinastía husaynita de Túnez de 1824 en 1835. Era el hijo mayor de Mahmud ibn Muhammad y fue designado príncipe heredero el 20 de febrero de 1815.
Sucedió a su padre cuando murió el 28 de marzo de 1824, aunque ya llevaba prácticamente ejerciendo desde unos años atrás, en que su padre Mahmud ibn Muhammad se sintió enfermo y le dejó a él la regencia. 

## Conflictos bélicos
Apoyó al Imperio otomano en las diversas fases de la llamada cuestión de Oriente. Su participación, que consistió en el envío de unos barcos, acabó con la destrucción de la flota por anglo rusos bajo la dirección del vicealmirante Edward Codrington en la Batalla de Navarino en 1827 (sólo se salvaron dos barcos tunecinos).

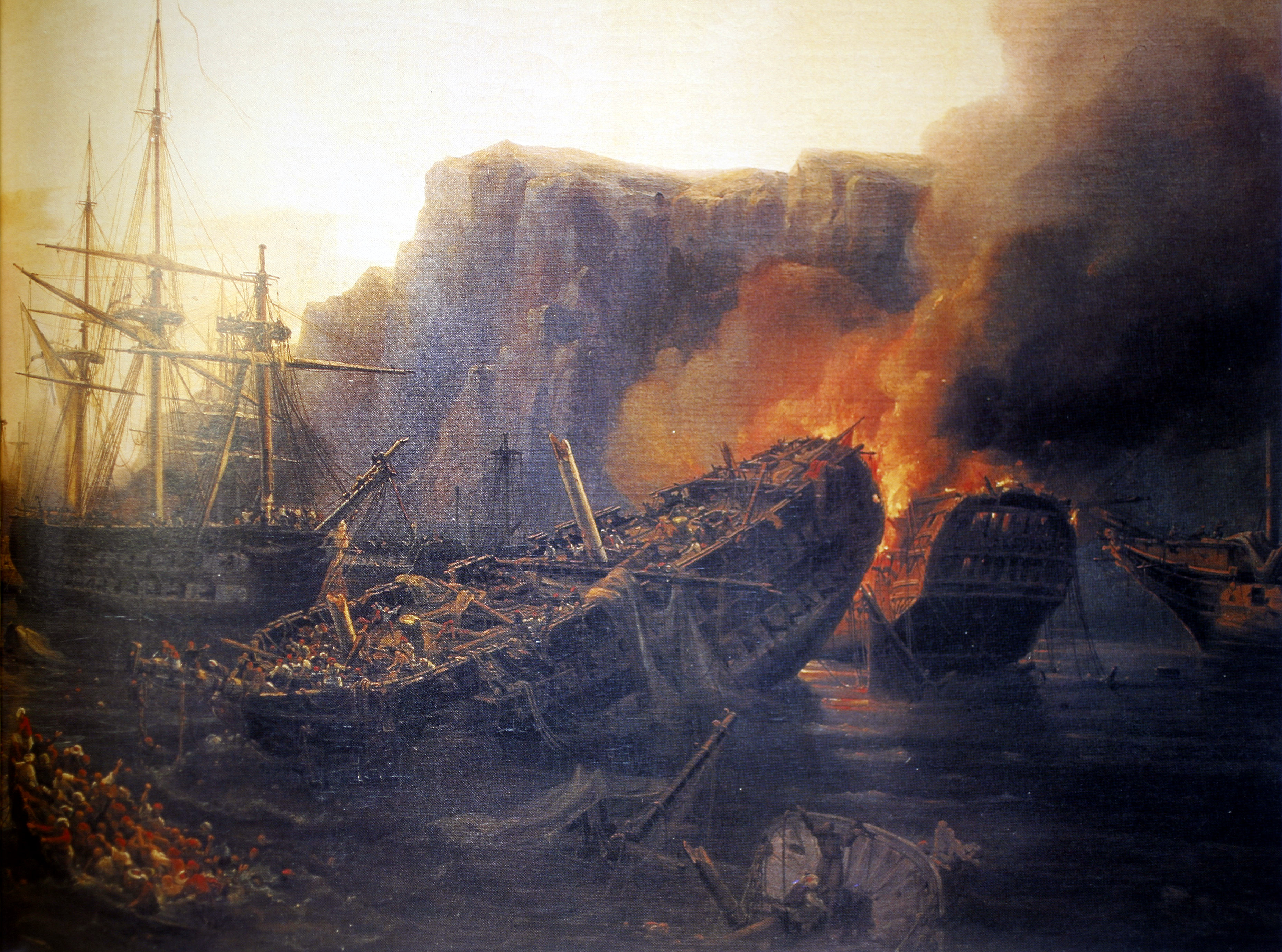
Batalla naval de Navarino, donde participaron barcos enviados por Al-Husayn II ibn Mahmud.

 Entonces comunicó a Francia que observaría una estricta neutralidad en su conflicto con Argel. Los franceses ocuparon Argel en julio de 1830, esta captura de Argel por parte de las tropas francesas, produjo en la población una considerable insatisfacción popular en vista de lo cual, los miembros del Gobierno trataron de persuadir a Husayn II que organizara una especie de guerra santa pero el bey se negó y aconsejó mantener la calma. El 8 de agosto de 1830 firmó un tratado con Francia que confirmaba la abolición de la esclavitud, la libertad de comercio de los extranjeros en la regencia y la supresión de la costumbre de los regalos y donaciones que se acostumbraba a dar a los beyes y a sus ministros por parte de los europeos; además en un apartado secreto el bey le cedió al rey de Francia voluntarios tunecinos para su lucha contra Argelia.

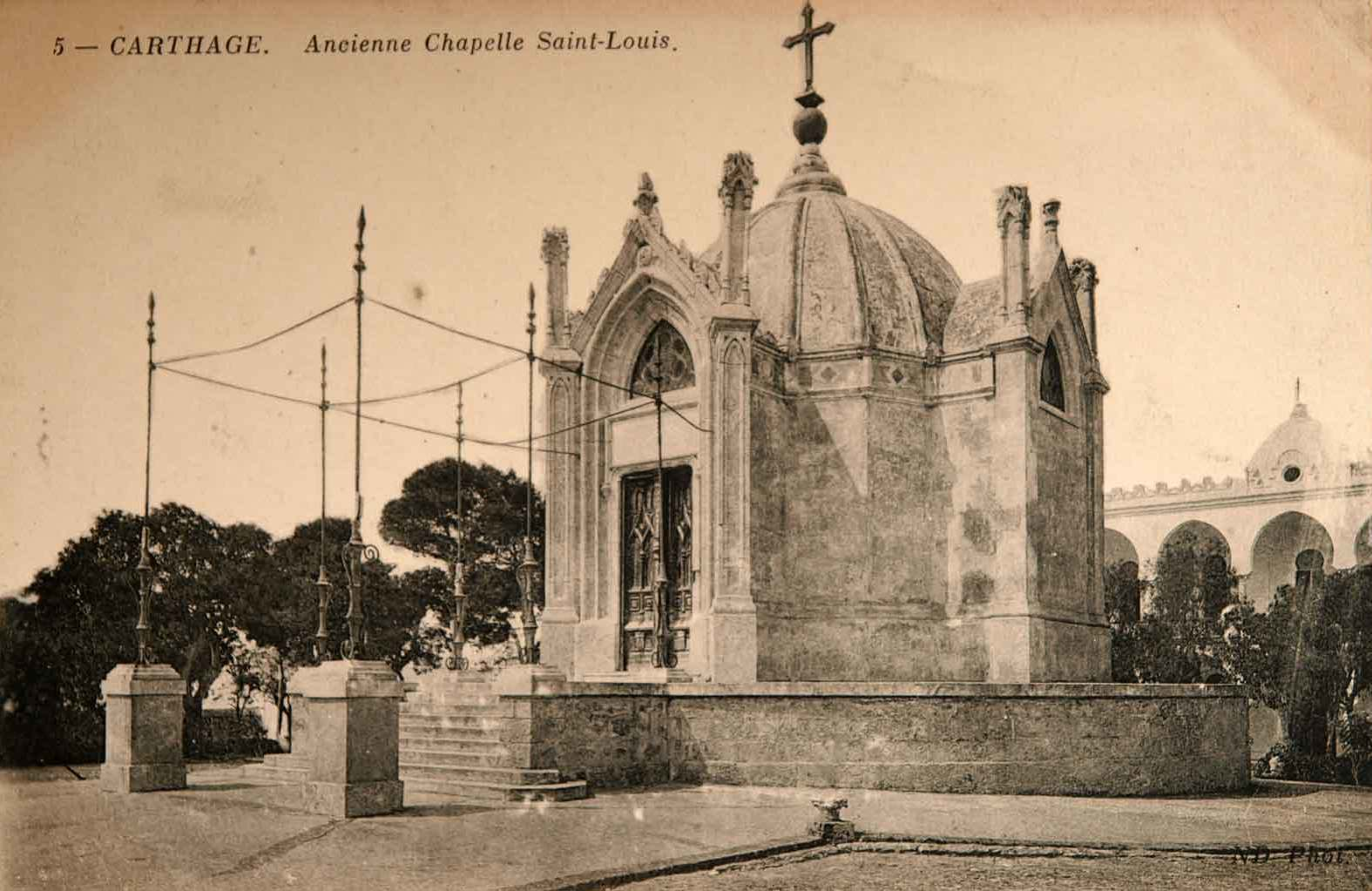
Primitiva capilla dedicada a San Luis en 1888.

Más tarde regaló un terreno en Cartago para el emplazamiento de una catedral en honor de San Luis de Francia (Luis IX). «Damos a perpetuidad a Su Majestad el Rey de Francia, un emplazamiento en el Malka, suficiente para erigir un monumento religioso en honor del Rey Luis IX, en el lugar donde éste fue muerto. Nos comprometemos a respetar y garantizar el respeto de este monumento dedicado por el rey de Francia a la memoria de uno de sus ancestros más ilustres.Salud de parte del servidor de Dios, Hussein Pasha Bey. Bardo 8 de agosto de 1830» Con estas palabras daba el permiso para construir en la colina de Byrsa, que el rey Luis Felipe I aceptó y aprobó el proyecto.
En 1831 recibió el grado de general de división del ejército otomano. Desde esa fecha, Túnez, entra en un período en que la presencia europea se dejarán sentir poco a poco en crecimiento, después de la influencia francesa, aumentando el comercio entre Marsella y Túnez y la llegada a esta ciudad de muchos italianos, malteses, franceses y griegos. 
Quiso intervenir militarmente en la Tripolitana tras los incidentes en el territorio entre 1832 y 1835, pero la Puerta impuso la administración provincial directa y cortó de raíz su pretensión. A su muerte el 20 de mayo de 1835 le sucedió su hermano Mustafá ibn Mahmud, siendo enterrado en el mausoleo de Tourbet, situado en la medina de Túnez.

## Bandera

Bandera creada por Al-Husayn II ibn Mahmud, su diseño es actualmente la bandera nacional de Túnez.

El 20 de octubre de 1827, tras la destrucción de su flota en Navarino, Husayn II decidió crear una bandera para las naves con el fin de distinguirlas de las de otros estados. La bandera se creó en 1831. Un estandarte personal le es atribuido. Según Witney Smith el modelo básico fue el mismo entre 1830 y 1856, pero existen numerosos pabellones con variaciones uno del otro, siendo algunos muy elaborados con gran número de estrellas (entre 24 y 96 estrellas) y discos.

## Descendencia
Tuvo nueve hijos varones (además de siete hijas): 
- Muhammad II ibn al-Husayn o M'hamed Pasha / Bey.
- Muhammad III ibn al Husayn .
- Sidi Abu Muhammad Hammudi Bey (1816-1863), príncipe heredero.
- Abu l-Hasan Ali Muddat ibn al-Husayn.
- Sidi Muhammad al-Ma'mun (Mimoune Bey, 1819-1861) padre de Muhammad VI al-Habib (Lahbib Pasha / Bey)
- Sidi Muhammad al-Taib Bey (1822-3 de diciembre de 1898), heredero con el título de bey al-Mahalla del 1 de noviembre de 1882 a su muerte.
- Sidi Muhammad al-Amin Bey (1827-1878).
- Sidi Muhammad al-Tahir (Tahar Bey, 1828-1871).
- Sidi Muhammad al-Adil (Mohamed El-Adel Bey, 1831-7 de noviembre de 1867) sublevado contra su hermano Muhammad II ibn al-Husayn en 1865, arrestado y encarcelado en el Bardo donde murió, quizás envenenado.